# Georg Adam Gmelin

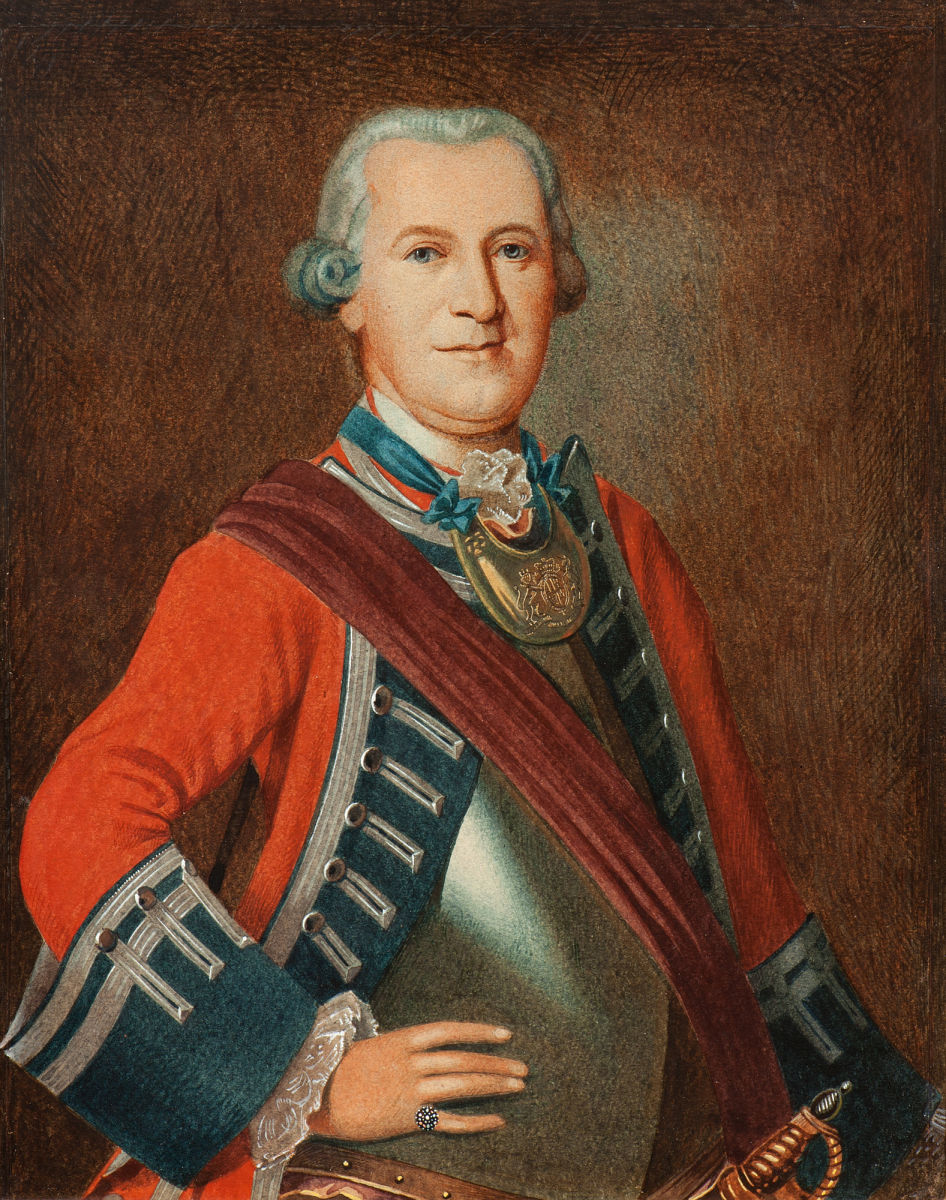
Georg Adam Gmelin (Gemälde des 19. Jahrhunderts nach einem durch eine Kopie überlieferten und während des Zweiten Weltkrieges zerstörten Originalgemälde)

Georg Adam Gmelin (* 13. November 1721 in Badenweiler; † 14. August 1799 in Frankfurt am Main) war ein deutscher Offizier.

## Leben
Georg Adam Gmelin wurde am 13. November 1721 als 14. von 18 Söhnen des Jeremias Gmelin (1673–1753) geboren. Weshalb er Soldat wurde, ist nicht bekannt; Moriz Gmelin vermutet, dass Georg Adam sich selbst einen Weg durch sein Leben bahnen wollte. Bis zum Alter von 35 Jahren ist kaum etwas über sein Leben bekannt. Am 20. Oktober 1744 immatrikulierte er sich als C.[andidatus] Theol.[ogiae] an der hochfürstlichen Friedrichs-Universität zu Erlangen. Er war dann für zehn Jahre Offizier gewesen und von 1748 an sechs Jahre Kapitän eines Bataillons in Oranien. 1757 schließlich wurde er Kapitän für England und nahm in den nächsten Jahren an drei Expeditionen teil. In seine Heimat kehrte er schließlich 1763 zurück und zog im nächsten Jahr nach Frankfurt. Dort heiratete er 1765. 1771 erhielt er eine Stelle als Generalquartiermeister und zugleich auch als Marsch- und Musterungskommissar. Dazu ernannte man ihn zum Obersten, 1784 zusätzlich zum Generalmajor. Am 14. August 1799 verstarb er in Frankfurt.
Zuerst war er angeblich mit einer Frau verheiratet, die vermutlich aus den Niederlanden stammte; am 6. August 1765 heiratete er Katharine Rosine Büttner, doch blieben beide Ehen kinderlos. Er stiftete ein Stipendium für verwandte Studierende.